# Death and the Compass
Death and the Compass è un film del 1996 diretto da Alex Cox, tratto dall'omonimo racconto di Jorge Luis Borges del 1942. 
Il film è interpretato da Peter Boyle, Miguel Sandoval e Christopher Eccleston. Appare anche l'attrice messicana Zaide Silvia Gutiérrez. Originariamente era un film drammatico di 55 minuti realizzato per la TV spagnola / BBC nel 1992.

## Accoglienza
Il film detiene un indice di approvazione del 17% sull'aggregatore di recensioni Rotten Tomatoes.